# شارلز دينير
شارلز دينير (بالفرنسية: Charles Denner) هو ممثل فرنسي وبولندي، ولد في 29 مايو 1926 بتارنوف في بولندا، وتوفي في 10 سبتمبر 1995 في فرنسا بسبب سرطان. من الجوائز التي نالها صليب الحرب 1939-1945 (فرنسا).

## أعمال

### أفلام
- (1969) زد

## جوائز
- صليب الحرب 1939-1945 (فرنسا)

## وصلات خارجية
- شارلز دينير على موقع IMDb (الإنجليزية)
- شارلز دينير على موقع روتن توميتوز (الإنجليزية)
- شارلز دينير على موقع ألو سيني (الفرنسية)
- شارلز دينير على موقع أول موفي (الإنجليزية)
- شارلز دينير على موقع قاعدة بيانات الأفلام السويدية (السويدية)
- شارلز دينير على موقع ديسكوغز (الإنجليزية)
- شارلز دينير على موقع قاعدة بيانات الفيلم (الإنجليزية)
- شارلز دينير على موقع كينوبويسك (الروسية)